# Morten Jørgensen (veslač)
Morten Jørgensen, danski veslač, * 23. junij 1985.
Jørgensen je za Dansko nastopil na Poletnih olimpijskih igrah 2008 v Pekingu, kamor se je mesec in pol pred začetkom iger uvrstil kot zamenjava za poškodovanega Bo Braska Helleberga. Na igrah je veslal v danskem lahkem četvercu brez krmarja skupaj s soveslači Thomasom Ebertom, Eskildom Ebbesnom in Madsom Kruseom Andersenom. Danci so na igrah osvojili zlato medaljo.